# 티에무에 바카요코
티에무에 바카요코(프랑스어: Tiemoué Bakayoko, 1994년 8월 17일 ~ )는 PAOK에서 수비형 미드필더로 활약하고 있는 프랑스의 축구 선수이다.

## 구단 경력

### 렌
바카요코는 2013년 8월 24일 열린 에비앙 TG와의 리그 1 경기에서 프로 데뷔전을 치렀다.

### 모나코
2014년 모나코로 이적한 바카요코는 로리앙과의 리그 1 경기에서 발레르 제르맹 선수와 교체되면서 팀 데뷔전을 치렀으나, 팀은 2-1로 패했다.
2017년 3월 15일 스타드 루이 II에서 열린 맨체스터 시티와의 2016–17 UEFA 챔피언스리그 16강 2차전에서 프리킥 결승 골을 집어넣으며 팀의 8강 진출에 공헌하였다.

### 첼시
2017년 7월 15일, 첼시가 3,500만 파운드(약 504억 원) 수준의 이적료를 투자하여 바카요코를 영입을 공식 발표하였다. 계약 기간은 5년이며, 등번호는 14번이다.

#### 밀란 (임대)
2018년 8월 14일, 밀란과 1시즌 임대와 구매 옵션을 포함한 계약을 맺으며 이적했다.

#### 모나코 (임대)
2019년 8월 31일, 모나코와 1시즌 임대와 구매 옵션을 포함한 계약을 맺으며 복귀했다.

## 수상

### 클럽
모나코
- 리그 1: 2016–17[3]

첼시
- FA컵: 2017–18

### 개인
- UEFA 챔피언스리그 올해의 팀: 2016–17